# Baía do Porto Grande (Cabo Verde)

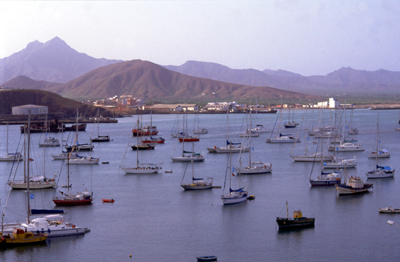
Baía do Porto Grande

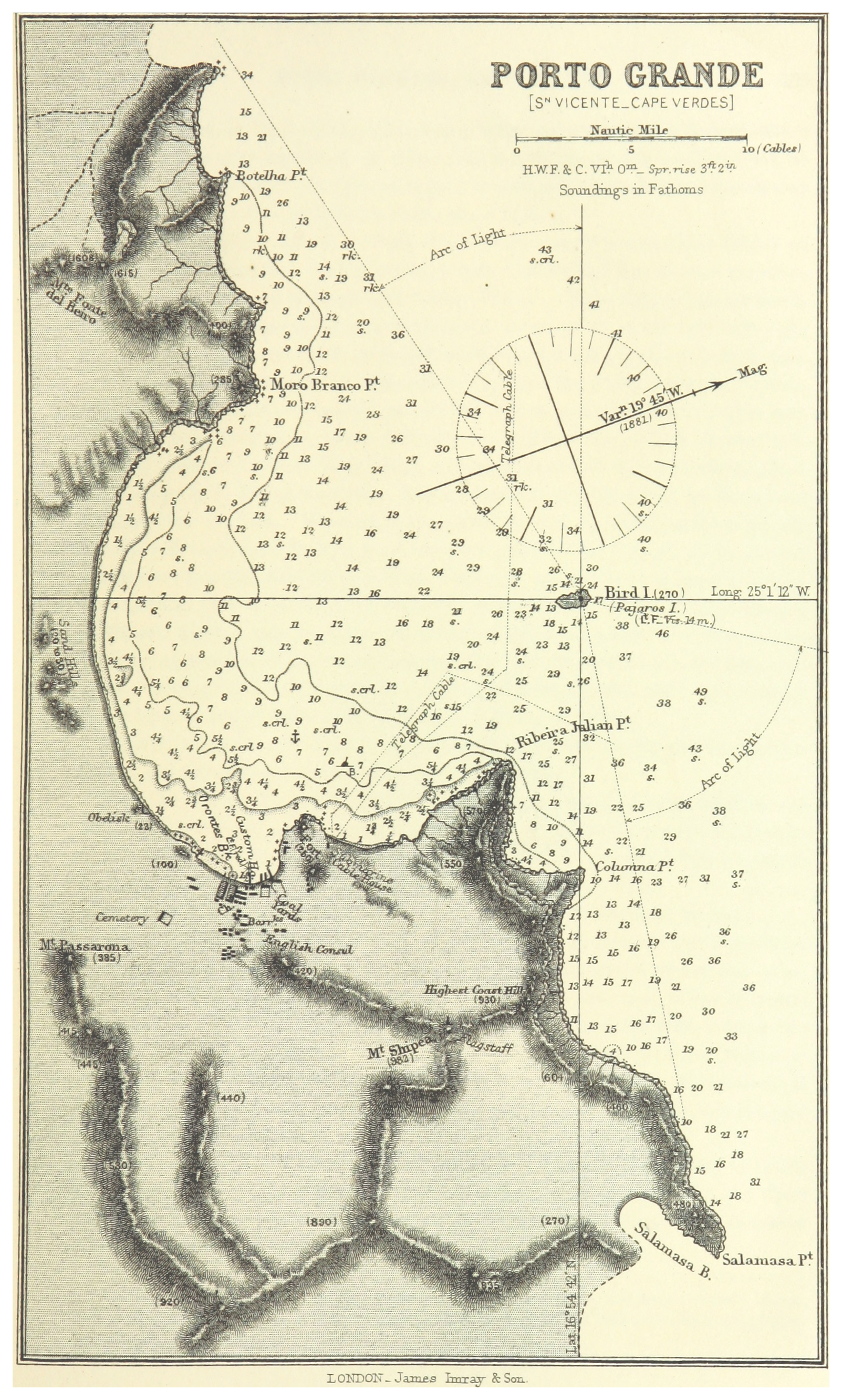
Baía do Porto Grande,1884

Baía do Porto Grande é uma baía semi-circular de 2 km de raio, localizada na ilha de São Vicente, Cabo Verde. Tem uma profundidade que varia entre oss 10 e os 30 metros, seu comprimento é de aproximadamente 6 km e sua largura é de apenas 4 km, a área é de aproximadamente 20 km ² e está conectado com o Canal de São Vicente eo resto do Oceano Atlântico. Comprimento da baía vai desde o extremo noroeste para outro norte cabo de Mindelo e do sul da mesma até a ilhota Ilhéu dos Pássaros. O formato é circular do norte do Mindelo para Lazareto, no sul, outro ponto que apresenta uma cadeia mo está a noroeste do centro da cidade e dispõe de um norte praia da cabo. A baía inclui o ilhéu rochoso chamado Ilhéu dos Pássaros, uma ilhota com cerca de 100 a 150 m de comprimento e cerca de 40 m de altura e fica ao norte da baía.
Sua costa é rochosa, principalmente ao norte e oeste, o litoral é arenoso ao sul e pela parte norte do Monte Cara em que o ponto é chamado Morro Branco, onde se estende até tão elevado quanto 60–80 m.
Por ser uma baía oferece excelentes condições de entranda e abrigo a qualquer tipo de embarcação, pelo que possui um porto em forma de F com o mesmo nome - Porto Grande - construído em 1962, e modernizado em 1997, e que é considerado a maior e melhor infra-estrutura do arquipelágo e uma das melhores da costa ocidental africana.
É considerada uma das sete maravilhas de Cabo Verde.